# Josephson-kontakt
 For alternative betydninger, se Squid.
Josephson-kontakter, Josephson-diode eller Josephson-tunneldiode blev teoretisk forudsagt af B. D. Josephson i 1962 og er en superledende kvantemekanisk komponent. Josephsons underviser Philip Anderson og eksperimentalfysikeren John Rowell lavede verdens første Josephson-kontakt. De bliver mest anvendt i squids og Rapid Single Flux Quantum ICer.
En Josephson-kontakt er en overgang mellem 2 superledende materialer, som er separeret af en isolerende barriere. En strøm kan flyde frit i superledere, men barrieren forhindrer strømmen i at flyde frit mellem dem. Men strømmen kan tunnelere igennem barrieren, afhængig af superledernes kvantefasetilstand på hver side af barrieren. Størrelsen af strømmen som kan tunnelere gennem barrieren afhænger af størrelsen og barrierens stofsammensætning. Den maksimale tunneleringsstrøm kaldes Josephson-kontaktens kritiske strøm og er en vigtig fænomenologisk parameter.
Josephson-kontakter har 2 grundlæggende elektriske egenskaber. Den første er at kontakterne har en reaktiv modstand lidt ligesom en elektrisk spole. Spændingsforskellen over kontakten er relateret til strømmens afledede. Den anden er at en jævnspænding påtrykt over barrieren vil resultere i en vekselstrøm. En Josephson-kontakt kan altså konvertere en jævnstrøm til en vekselstrøm.
Der er 2 typer af Josephson-kontakter: overdæmpede og underdæmpede.